# Tragia subhastata
Tragia subhastata là một loài thực vật có hoa trong họ Đại kích. Loài này được Poepp. miêu tả khoa học đầu tiên năm 1841.